# 乙見村
乙見村（おとみむら）は、かつて愛知県額田郡にあった村である。
現在の岡崎市の一部（箱柳町・板田町・大井野町・田口町・岩中町・小呂町など）に該当する。

## 歴史
- 1878年（明治11年） - 岩谷村と中畑村が合併し、岩中村となる。
- 1889年（明治22年）10月1日 - 岩中村、田口村、板田村、大井野村、箱柳村、小呂村、稲熊村が合併し、乙見村が発足。
- 1906年（明治39年）5月1日 - 乙見村の一部（小呂・稲熊）が岡崎町に編入される。
- 1906年（明治39年）5月1日 - 常磐村と合併し、常磐村が発足。同日乙見村は廃止。
- 1928年（昭和3年）9月1日 - 常磐村の一部（旧・乙見村箱柳）が岡崎市に編入される。